# NGC 3338
NGC 3338 är en spiralgalax i stjärnbilden Lejonet, som upptäcktes den 19 mars 1784 av William Herschel. Galaxen ligger cirka 75 miljoner ljusår från solsystemet, vilket betyder att NGC 3338, med tanke på dess skenbara dimensioner, är ungefär 130 000 ljusår i diameter.
NGC 3338 kategoriseras som en SA(s)c-galax, vilket betyder att den är en spiralgalax utan stav. Den har en liten elliptisk utbuktning. Stjärnhastighetsspridningen i pseudoutbuktningen hos NGC 3338 är 78 ± 2 km/s. Galaxen har två tunna och välordnade spiralarmar, men dess övergripande mönster är mellan en storslagen designgalax och flera spiralarmar eftersom det finns många spiralfragment mellan armarna. I början har armarna olika stigningsvinkel men är symmetriska och diffusa i sina yttre delar. Armarna är ljusa i ungefär ett halvt varv och deras svagare extremiteter kan spåras i ytterligare ett halvt varv. Det finns några knutar i skiv- och HII-regionerna, varav den största är mer än två bågsekunder bred.
NGC 3338 är den främsta galaxen i NGC 3338-gruppen. Andra medlemmar i gruppen är NGC 3346, NGC 3389, UGC 5832 och Mrk 1263. Minst åtta satellitgalaxer har hittats runt NGC 3338 och ytterligare fem är möjliga satelliter. Gruppen är en del av ett stort moln av galaxer i Virgosuperhopen.